# IndyCar Series 2004
IndyCar Series 2004 kördes över 16 omgångar under perioden 29 februari-17 oktober 2004. Mästare blev Tony Kanaan, Brasilien.

## Racevinnare
| Datum        | Bana             | Vinnare           | Team                   | Rapport |
| ------------ | ---------------- | ----------------- | ---------------------- | ------- |
| 29 februari  | Homestead        | Sam Hornish Jr.   | Marlboro Team Penske   | *       |
| 21 mars      | Phoenix          | Tony Kanaan       | Andretti Green Racing  | *       |
| 17 april     | Motegi           | Dan Wheldon       | Andretti Green Racing  | *       |
| 30 maj       | Indianapolis 500 | Buddy Rice        | Rahal Letterman Racing | *       |
| 12 juni      | Texas            | Tony Kanaan       | Andretti Green Racing  | *       |
| 28 juni      | Richmond         | Dan Wheldon       | Andretti Green Racing  | *       |
| 4 juli       | Kansas           | Buddy Rice        | Rahal Letterman Racing | *       |
| 17 juli      | Nashville        | Tony Kanaan       | Andretti Green Racing  | *       |
| 25 juli      | Milwaukee        | Dario Franchitti  | Andretti Green Racing  | *       |
| 1 augusti    | Michigan         | Buddy Rice        | Rahal Letterman Racing | *       |
| 15 augusti   | Kentucky         | Adrián Fernández  | Fernández Racing       | *       |
| 22 augusti   | Pikes Peak       | Dario Franchitti  | Andretti Green Racing  | *       |
| 29 augusti   | Nazareth         | Dan Wheldon       | Andretti Green Racing  | *       |
| 12 september | Chicagoland      | Adrián Fernández  | Fernández Racing       | *       |
| 3 oktober    | Fontana          | Adrián Fernández  | Fernández Racing       | *       |
| 17 oktober   | Texas            | Hélio Castroneves | Marlboro Team Penske   | *       |

### Homestead
| Plats | Förare            | Team                     |
| ----- | ----------------- | ------------------------ |
| 1     | Sam Hornish Jr.   | Marlboro Team Penske     |
| 2     | Hélio Castroneves | Marlboro Team Penske     |
| 3     | Dan Wheldon       | Andretti Green Racing    |
| 4     | Toranosuke Takagi | Mo Nunn Racing           |
| 5     | Tomas Scheckter   | Panther Racing           |
| 6     | Darren Manning    | Chip Ganassi Racing      |
| 7     | Buddy Rice        | Rahal Letterman Racing   |
| 8     | Tony Kanaan       | Andretti Green Racing    |
| 9     | Scott Sharp       | Kelley Racing            |
| 10    | Robbie Buhl       | Dreyer & Reinbold Racing |

### Phoenix
| Plats | Förare            | Team                   |
| ----- | ----------------- | ---------------------- |
| 1     | Tony Kanaan       | Andretti Green Racing  |
| 2     | Scott Dixon       | Chip Ganassi Racing    |
| 3     | Dan Wheldon       | Andretti Green Racing  |
| 4     | Alex Barron       | Cheever Racing         |
| 5     | Darren Manning    | Chip Ganassi Racing    |
| 6     | Hélio Castroneves | Marlboro Team Penske   |
| 7     | Bryan Herta       | Andretti Green Racing  |
| 8     | Toranosuke Takagi | Mo Nunn Racing         |
| 9     | Buddy Rice        | Rahal Letterman Racing |
| 10    | Greg Ray          | Access Motorsports     |

### Motegi
| Plats | Förare            | Team                   |
| ----- | ----------------- | ---------------------- |
| 1     | Dan Wheldon       | Andretti Green Racing  |
| 2     | Tony Kanaan       | Andretti Green Racing  |
| 3     | Hélio Castroneves | Marlboro Team Penske   |
| 4     | Darren Manning    | Chip Ganassi Racing    |
| 5     | Scott Dixon       | Chip Ganassi Racing    |
| 6     | Buddy Rice        | Rahal Letterman Racing |
| 7     | Dario Franchitti  | Andretti Green Racing  |
| 8     | Kosuke Matsuura   | Fernández Racing       |
| 9     | Scott Sharp       | Kelley Racing          |
| 10    | Toranosuke Takagi | Mo Nunn Racing         |

### Indianapolis 500
| Plats | Förare            | Team                   |
| ----- | ----------------- | ---------------------- |
| 1     | Buddy Rice        | Rahal Letterman Racing |
| 2     | Tony Kanaan       | Andretti Green Racing  |
| 3     | Dan Wheldon       | Andretti Green Racing  |
| 4     | Bryan Herta       | Andretti Green Racing  |
| 5     | Bruno Junqueira   | Newman/Haas/Lanigan    |
| 6     | Vitor Meira       | Rahal Letterman Racing |
| 7     | Adrián Fernández  | Fernández Racing       |
| 8     | Scott Dixon       | Chip Ganassi Racing    |
| 9     | Hélio Castroneves | Marlboro Team Penske   |
| 10    | Roger Yasukawa    | Rahal Letterman Racing |

### Texas
| Plats | Förare            | Team                     |
| ----- | ----------------- | ------------------------ |
| 1     | Tony Kanaan       | Andretti Green Racing    |
| 2     | Dario Franchitti  | Andretti Green Racing    |
| 3     | Alex Barron       | Cheever Racing           |
| 4     | Sam Hornish Jr.   | Marlboro Team Penske     |
| 5     | Adrián Fernández  | Fernández Racing         |
| 6     | Vitor Meira       | Rahal Letterman Racing   |
| 7     | Greg Ray          | Access Motorsports       |
| 8     | Darren Manning    | Chip Ganassi Racing      |
| 9     | Felipe Giaffone   | Dreyer & Reinbold Racing |
| 10    | Toranosuke Takagi | Mo Nunn Racing           |

### Richmond
| Plats | Förare            | Team                     |
| ----- | ----------------- | ------------------------ |
| 1     | Dan Wheldon       | Andretti Green Racing    |
| 2     | Vitor Meira       | Rahal Letterman Racing   |
| 3     | Hélio Castroneves | Marlboro Team Penske     |
| 4     | Bryan Herta       | Andretti Green Racing    |
| 5     | Tony Kanaan       | Andretti Green Racing    |
| 6     | Buddy Rice        | Rahal Letterman Racing   |
| 7     | Adrián Fernández  | Fernández Racing         |
| 8     | Scott Dixon       | Chip Ganassi Racing      |
| 9     | Scott Sharp       | Kelley Racing            |
| 10    | Felipe Giaffone   | Dreyer & Reinbold Racing |

### Kansas
| Plats | Förare            | Team                   |
| ----- | ----------------- | ---------------------- |
| 1     | Buddy Rice        | Rahal Letterman Racing |
| 2     | Vitor Meira       | Rahal Letterman Racing |
| 3     | Tony Kanaan       | Andretti Green Racing  |
| 4     | Dario Franchitti  | Andretti Green Racing  |
| 5     | Bryan Herta       | Andretti Green Racing  |
| 6     | Adrián Fernández  | Fernández Racing       |
| 7     | Hélio Castroneves | Marlboro Team Penske   |
| 8     | Sam Hornish Jr.   | Marlboro Team Penske   |
| 9     | Dan Wheldon       | Andretti Green Racing  |
| 10    | Alex Barron       | Cheever Racing         |

### Nashville
| Plats | Förare           | Team                   |
| ----- | ---------------- | ---------------------- |
| 1     | Tony Kanaan      | Andretti Green Racing  |
| 2     | Sam Hornish Jr.  | Marlboro Team Penske   |
| 3     | Vitor Meira      | Rahal Letterman Racing |
| 4     | Darren Manning   | Chip Ganassi Racing    |
| 5     | Townsend Bell    | Panther Racing         |
| 6     | Buddy Rice       | Rahal Letterman Racing |
| 7     | Mark Taylor      | Access Motorsports     |
| 8     | Scott Dixon      | Chip Ganassi Racing    |
| 9     | Kosuke Matsuura  | Fernández Racing       |
| 10    | Adrián Fernández | Fernández Racing       |

### Milwaukee
| Plats | Förare           | Team                   |
| ----- | ---------------- | ---------------------- |
| 1     | Dario Franchitti | Andretti Green Racing  |
| 2     | Buddy Rice       | Rahal Letterman Racing |
| 3     | Sam Hornish Jr.  | Marlboro Team Penske   |
| 4     | Tony Kanaan      | Andretti Green Racing  |
| 5     | Vitor Meira      | Rahal Letterman Racing |
| 6     | Townsend Bell    | Panther Racing         |
| 7     | Alex Barron      | Cheever Racing         |
| 8     | Adrián Fernández | Fernández Racing       |
| 9     | Bryan Herta      | Andretti Green Racing  |
| 10    | Kosuke Matsuura  | Fernández Racing       |

### Michigan
| Plats | Förare            | Team                   |
| ----- | ----------------- | ---------------------- |
| 1     | Buddy Rice        | Rahal Letterman Racing |
| 2     | Tony Kanaan       | Andretti Green Racing  |
| 3     | Dan Wheldon       | Andretti Green Racing  |
| 4     | Sam Hornish Jr.   | Marlboro Team Penske   |
| 5     | Vitor Meira       | Rahal Letterman Racing |
| 6     | Bryan Herta       | Andretti Green Racing  |
| 7     | Scott Dixon       | Chip Ganassi Racing    |
| 8     | Townsend Bell     | Panther Racing         |
| 9     | Scott Sharp       | Kelley Racing          |
| 10    | Hélio Castroneves | Marlboro Team Penske   |

### Kentucky
| Plats | Förare           | Team                   |
| ----- | ---------------- | ---------------------- |
| 1     | Adrián Fernández | Fernández Racing       |
| 2     | Buddy Rice       | Rahal Letterman Racing |
| 3     | Dan Wheldon      | Andretti Green Racing  |
| 4     | Kosuke Matsuura  | Fernández Racing       |
| 5     | Tony Kanaan      | Andretti Green Racing  |
| 6     | Dario Franchitti | Andretti Green Racing  |
| 7     | Vitor Meira      | Rahal Letterman Racing |
| 8     | Ed Carpenter     | Cheever Racing         |
| 9     | Bryan Herta      | Andretti Green Racing  |
| 10    | Darren Manning   | Chip Ganassi Racing    |

### Pikes Peak
| Plats | Förare            | Team                   |
| ----- | ----------------- | ---------------------- |
| 1     | Dario Franchitti  | Andretti Green Racing  |
| 2     | Adrián Fernández  | Fernández Racing       |
| 3     | Dan Wheldon       | Andretti Green Racing  |
| 4     | Darren Manning    | Chip Ganassi Racing    |
| 5     | Tony Kanaan       | Andretti Green Racing  |
| 6     | Hélio Castroneves | Marlboro Team Penske   |
| 7     | Vitor Meira       | Rahal Letterman Racing |
| 8     | Jaques Lazier     | Patrick Racing         |
| 9     | Bryan Herta       | Andretti Green Racing  |
| 10    | Alex Barron       | Cheever Racing         |

### Nazareth
| Plats | Förare            | Team                   |
| ----- | ----------------- | ---------------------- |
| 1     | Dan Wheldon       | Andretti Green Racing  |
| 2     | Tony Kanaan       | Andretti Green Racing  |
| 3     | Dario Franchitti  | Andretti Green Racing  |
| 4     | Buddy Rice        | Rahal Letterman Racing |
| 5     | Hélio Castroneves | Marlboro Team Penske   |
| 6     | Darren Manning    | Chip Ganassi Racing    |
| 7     | Adrián Fernández  | Fernández Racing       |
| 8     | Bryan Herta       | Andretti Green Racing  |
| 9     | Scott Dixon       | Chip Ganassi Racing    |
| 10    | Vitor Meira       | Rahal Letterman Racing |

### Chicagoland
| Plats | Förare            | Team                     |
| ----- | ----------------- | ------------------------ |
| 1     | Adrián Fernández  | Fernández Racing         |
| 2     | Bryan Herta       | Andretti Green Racing    |
| 3     | Tony Kanaan       | Andretti Green Racing    |
| 4     | Dan Wheldon       | Andretti Green Racing    |
| 5     | Vitor Meira       | Rahal Letterman Racing   |
| 6     | Sam Hornish Jr.   | Marlboro Team Penske     |
| 7     | Scott Dixon       | Chip Ganassi Racing      |
| 8     | Felipe Giaffone   | Dreyer & Reinbold Racing |
| 9     | Scott Sharp       | Kelley Racing            |
| 10    | Hélio Castroneves | Marlboro Team Penske     |

### Fontana
| Plats | Förare            | Team                   |
| ----- | ----------------- | ---------------------- |
| 1     | Adrián Fernández  | Fernández Racing       |
| 2     | Tony Kanaan       | Andretti Green Racing  |
| 3     | Dan Wheldon       | Andretti Green Racing  |
| 4     | Sam Hornish Jr.   | Marlboro Team Penske   |
| 5     | Buddy Rice        | Rahal Letterman Racing |
| 6     | Dario Franchitti  | Andretti Green Racing  |
| 7     | Hélio Castroneves | Marlboro Team Penske   |
| 8     | Scott Dixon       | Chip Ganassi Racing    |
| 9     | Townsend Bell     | Panther Racing         |
| 10    | Mark Taylor       | Access Motorsports     |

### Texas
| Plats | Förare            | Team                   |
| ----- | ----------------- | ---------------------- |
| 1     | Hélio Castroneves | Marlboro Team Penske   |
| 2     | Tony Kanaan       | Andretti Green Racing  |
| 3     | Dan Wheldon       | Andretti Green Racing  |
| 4     | Vitor Meira       | Rahal Letterman Racing |
| 5     | Adrián Fernández  | Fernández Racing       |
| 6     | Scott Dixon       | Chip Ganassi Racing    |
| 7     | Mark Taylor       | Access Motorsports     |
| 8     | Scott Sharp       | Kelley Racing          |
| 9     | Townsend Bell     | Panther Racing         |
| 10    | A.J. Foyt IV      | A.J. Foyt Enterprises  |

## Slutställning
| Plats | Förare            | Team                              | Poäng |
| ----- | ----------------- | --------------------------------- | ----- |
| 1     | Tony Kanaan       | Andretti Green Racing             | 618   |
| 2     | Dan Wheldon       | Andretti Green Racing             | 533   |
| 3     | Buddy Rice        | Rahal Letterman Racing            | 485   |
| 4     | Hélio Castroneves | Marlboro Team Penske              | 446   |
| 5     | Adrián Fernández  | Fernández Racing                  | 445   |
| 6     | Dario Franchitti  | Andretti Green Racing             | 406   |
| 7     | Sam Hornish Jr.   | Marlboro Team Penske              | 387   |
| 8     | Vitor Meira       | Rahal Letterman Racing            | 376   |
| 9     | Bryan Herta       | Andretti Green Racing             | 362   |
| 10    | Scott Dixon       | Chip Ganassi Racing               | 355   |
| 11    | Darren Manning    | Chip Ganassi Racing               | 323   |
| 12    | Alex Barron       | Cheever Racing                    | 310   |
| 13    | Scott Sharp       | Kelley Racing                     | 282   |
| 14    | Kosuke Matsuura   | Fernández Racing                  | 280   |
| 15    | Toranosuke Takagi | Mo Nunn Racing                    | 263   |
| 16    | Ed Carpenter      | Cheever Racing                    | 245   |
| 17    | Mark Taylor       | Panther Racing Access Motorsports | 232   |
| 18    | A.J. Foyt IV      | A.J. Foyt Enterprises             | 232   |
| 19    | Tomas Scheckter   | Panther Racing                    | 232   |
| 20    | Felipe Giaffone   | Dreyer & Reinbold Racing          | 214   |